# Beyaz Kelebekler
Beyaz Kelebekler was een Turkse popgroep die bestond van 1963 tot 1980. In Nederland werd de groep tijdens een tournee in 1975 gepromoot onder de Engelse vertaling van de groepsnaam, White Butterflies.

## Geschiedenis
De groep ontstond begin jaren zestig als vijfmans studentengezelschap aan het Kabataş Erkek Lisesi in Istanboel. Het repertoire bestond uit op Turkse volksmuziek gebaseerde popmuziek met westerse ritmes. De stichtende leden waren Rıfat en Altan Eke, Behzat Kutlubağ, Ender Akacan en Bülent Ortaç.
Nadat in 1966 een zangeres was aangezocht, Ayşe Sütçü, en Turgut Akyüz, een professioneel muzikant, toetrad, ging de groep buiten de campus optreden. Ayse trouwde in 1967, verliet de groep, en werd vervangen door zangeres Azize. In oktober 1967 mocht de groep komen optreden bij de kroning tot sjah van Mohammed Reza Pahlavi in het Iraanse Shiraz; deze protserige ceremonie werd wereldwijd op televisie uitgezonden. Nadien volgden in twee weken tijd zes hofconcerten.
Azize trouwde in 1969 met de populaire zanger Orhan Gencebay en verliet de groep, opgevolgd door zangeres Ülkü Üst. In 1970 overleden bij een auto-ongeluk in Adapazarı de drie leden Rıfat en Altan Eke en Behzat Kutlubağ. Na een rouwperiode nam de groep vier opvolgers aan en ging intensief door Europa toeren, waar geëmigreerde Turken inmiddels grote gastarbeidergemeenschappen vormden. In 1973 werd Ülkü vervangen door zangeres Sevil Özyurt.
Tijdens een discotheekbezoek in Turkije hoorde Peter Tetteroo, zanger, gitarist en componist bij de Delftse popgroep Tee Set, hun hit Sen gidince, nummer één in 1974 in Turkije. Hij zag het hitpotentieel in van de song, nam contact op met de groep op en liet het in Nederland uitbrengen. Daar de groepsnaam voor Nederlanders moeilijk uitspreekbaar is werd die in het Engels vertaald tot White Butterflies. De single haalde prompt de Nederlandse en Vlaamse hitlijsten. In de jaren tachtig draaide Gülnaz Aslan de single grijs in het zondagse migrantenjongerenprogramma Radio Thuisland op Radio 3, daar het de eerste Turkse hit in Nederland geweest was.
In 1978 werd Sevil vervangen door zangeres Semra İleten. In 1980 kwam de groep op een dood punt terecht en viel uit elkaar, mede door interne meningsverschillen welke houding aan te nemen tegenover het door een militaire staatsgreep aan de macht gekomen regime van generaal Kenan Evren. Een afscheidsconcert werd gegeven op de internationale handelsbeurs İEF in İzmir.
Ender Akacan en Bülent Ortaç zijn naderhand handelaren geworden. Turgut Akyüz kwam om bij een verkeersongeluk. Ercüment Ateş is nog steeds gitarist en speelt in het orkest Becks Big Band. De respectievelijke zangeressen Ayşe Sütçü, Azize, Ülkü Üst, Sevil Özyurt en Semra İleten hebben allemaal een solocarrière ontplooid.

## Discografie
Bekende hits van de groep waren:
- Sen gidince (bak neler oldu)
- Bütün aşklar tatlı başlar
- Ateş böceği
- Bu ne dünya kardeşim

| Single met eventuele hitnotering(en) in de Nederlandse Top 40 | Datum van verschijnen | Datum van binnenkomst | Hoogste positie | Aantal weken | Opmerkingen           |
| ------------------------------------------------------------- | --------------------- | --------------------- | --------------- | ------------ | --------------------- |
| Sen gidince (bak neler oldu)                                  |                       | 10-5-1975             | 21              | 6            | als White Butterflies |

## Voetnoot
1. ↑  In de periode 1953-1956 had de Amerikaanse zangeres Eartha Kitt een internationale hit met de Turkse evergreen Uska dara. Deze single was destijds ook populair in Nederland. Er waren toen nog geen officieel te noemen Nederlandse hitparades, dus formeel geldt Uska dara niet als eerste Turkstalige hit.